# NKJ
NKJ（エヌケージェイ）は、日本の父子音楽ユニット。ユニット名は苗字である「NAKAJIMA」の略であり、自主レーベルNKJ Musicを通じて活動している。

## 経歴
2023年3月、父子音楽ユニットとして活動を開始。
2025年5月31日、シングル「if you feel like doing it」を配信開始。同年6月3日にはカラオケ配信も開始された。
2025年8月2日、YouTubeより公式アーティストチャンネル（Official Artist Channel）の認定を受ける。

## ディスコグラフィ

### シングル
- if you feel like doing it（2025年5月31日）[10][11][12][13][14]。